# Юсуф Чим
Юсуф Чим (нар. 26 вересня 1991, Стамбул) — турецький співак, актор, ведучий і модель .

## Біографія

### Ранні роки
Народився 26 вересня 1991 року в стамбульському районі Фатіх. Тато майбутнього актора працював аптекарем, а мама померла від раку, коли Юсуфу було 15 років. Юсуф є наймолодшою дитиною у сім'ї, має старшого брата та сестру. Виховувався бабусею та дідусем. У дитинстві захоплювався футболом, грав нападника в команді району, але через травму був вимушений залишити спорт.

### Освіта
Закінчив анатолійську техніко-промислову професійну школу Бейоглу. За спеціальністю є інженером комп'ютерних технологій. Навчався акторській майстерності в Akademi 35 Buçuk Sanat Evi. Окрім того, перед серіалом «Скорпіон» Юсуф брав додаткові уроки у Дурула Базана, відомого турецького актора та викладача акторської справи.

## Кар'єра

### Фотомодель
Яскрава зовнішність та високий зріст (188 см) не дали Юсуфу залишитися непоміченим модельними скаутами. З 2009 року він брав участь у зйомках каталогів багатьох брендів, таких як Media Markt, Eti, Avea, Blast, İpragaz, Castrol і журнал FHM. Знімався у рекламі GS Mobile. 

### Модель
У 2011 році Юсуф взяв участь у конкурсі Best Model of Turkey, де зайняв почесне друге місце, а також отримав перемогу у номінації Best Press. З'являвся на подіумах Fashion Week для показів таких відомих турецьких та світових брендів як Ralp Lauren, Mango, Marks & Spencer, Günsel Ülkü, Forever Young, Damat, Kiğili, Tween, Hatemoğlu та інших. У 2016 році Юсуф Чим став рекламним обличчям турецького бренду Loft. Він також співпрацював з такими брендами, як Renault, Magnum, Atasun Optik.
Знімався у кліпах турецької поп-співачки Демет Акалін на пісні Aşk та Sabıka.

### Музика
Музична кар'єра Юсуфа почалася з альбому Olsun Bi Kere EP, який він випустив у серпні 2013 року. Пісня Olsun Bi Kere представлена в альбомі в 4 різних версіях. Кліп на пісню станом на 2025 рік набрав більше 50 млн переглядів на платформі YouTube. У 2019 році Юсуф Чим записав саундтрек до однойменного фільму Bana Bir Aşk Şarkısı Söyle, в якому зіграв головну роль. У фільмі герой Юсуфа, який за сюжетом є співаком, виконує й інші пісні.

### Телеведучий
У 2015-2016 роках Юсуф Чим був ведучим власної програми Piramit, що виходила на телеканалі Show TV. Всього вийшло 53 епізоди шоу. Також Юсуф був співведучим спеціального новорічного шоу турецької поп-зірки Сібель Джан Sibel Can ile Yılbaşı Özel.

### Акторська кар'єра
Дебютував як актор у головній ролі у серіалі «Езра» (тур. Ezra), що вийшов у грудні 2014 року. Серіал, який розповідав історію палестинської біженки Езри, було закрито після другого епізоду. Та вже наступний проєкт приніс Юсуфу славу не лише у Туреччині, а й за кордоном. Він отримав головну роль у серіалі «Запах полуниці» (тур. Çilek Kokusu), де зіграв Бурака Мазароглу — сина одного з найбагатших бізнесменів Туреччини, завидного холостяка та гульвіси, який закохується у просту дівчину Асли (Демет Оздемір). Серіал став одним з найулюбленіших серед глядачів серіалом літнього формату, а екранні стосунки героїв Юсуфа та Демет переросли у почуття між акторами в реальному житті.
Наступною роботою молодого актора стала головна роль у серіалі «Сільська пані» (тур. Hanım Köylü). Далі Юсуф Чим зіграв у драматичному серіалі «Буря всередині мене» (тур. İçimdeki Fırtına), який складався з 6 епізодів. У 2017 році глядачі знову побачили Юсуфа у романтичній комедії «Що не зробить закоханий» (тур. Seven Ne Yapmaz). У 2018 році знявся у серіалі «Багатство» (тур. Servet), який було закрито після четвертої серії. 
У 2019 році зіграв головну роль у спільному турецько-іранському фільмі «Заспівай мені пісню про кохання» (тур. Bana Bir Aşk Şarkısı Söyle), куди також записав саундтрек. Знявся у серії фільмів «Обурливий клас: повернення» (2019) (тур. Hababam Sınıfı Yeniden) та «Обурливий клас: літні ігри» (2021), (тур. Hababam Sınıfı Yaz Oyunları).
У 2020 році запрошеним актором з'явився у епізоді серіалу «І в хороший, і в поганий день» (тур. İyi Günde Kötü Günde). Зіграв одну з головних ролей у кримінальній драмі «Скорпіон» (тур. Akrep), яка містила 26 серій. Робота Юсуфа у важкому драматичному серіалі була високого оцінена критиками та оглядачами. Знявся у історичному серіалі «Мевлана Джалаледін Румі» (тур. Mevlânâ Celâleddîn-i Rûmî), що виходив на цифровій платформі tabii.
У 2022 році зіграв у інтернет-серіалі «Мрії та життя» (тур. Hayaller ve Hayatlar), що виходив на цифровій платформі beIN Connect (26 епізодів по 45 хвилин). Глядачам особливо полюбилась пара Сергена та Діджле — героїв Юсуфа та Озге Гюрель. Зіграв головну роль у фільмі для Netflix «Вічна подружка нареченої» (тур. Sonsuza Dek Nedime).  
З 2022 по 2024 рік мав одну з головних ролей у серіалі «Зрада» (тур. Aldatmak), який тривав 71 серію. Серіал успішно продається у багато країн світу, в тому числі транслювався в Україні. 27 червня 2025 року Юсуф Чим став гостем фестивалю BCT Festival Nazionale del Cinema e della Televisione у Беневето, де отримав за роль у цьому серіалі нагороду як Найкращий міжнародний актор.
Влітку 2024 року знявся у головній ролі в інтернет-серіалі «Два відсотки» (тур. Yüzde İki). В кінці літа Юсуф Чим приєднався до другого сезону серіалу «Брудний кошик» (тур. Kirli Sepeti), де втілив роль Мерта Карабея. У лютому 2025 року продовжив зйомки у другому сезоні інтернет-серіалу «Два відсотки» (тур. Yüzde İki).

## Особисте життя
На зйомках серіалу «Запах полуниці» між виконавцями головних ролей Юсуфом Чимом та Демет Оздемір спалахнув роман. Пара продовжила стосунки і після закінчення серіалу та дуже полюбилася турецьким фанатам. Ходили чутки, що Юсуф і Демет збираються одружитися, але обидві родини були проти такого раннього шлюбу. Врешті-решт, пара розсталася восени 2016 року.
З 2019 по 2022 рік зустрічався з акторкою Озге Озкаплан.
У 2020 році Юсуф Чим пройшов службу у армії. 

## Цікаві факти
- У 2020 році розважальний портал TC Candler включив Юсуфа до свого щорічного списку The 100 Most Beautiful / The 100 Most Handsome Faces.
- Юсуф Чим допомагає фонду, який займається підтримкою дітей з синдромом Дауна.
- У часи модельної кар'єри активно займався спортом і важив 91 кг, але коли одного разу дизайнерський піджак не «сів» по плечах, Юсуф сказав: «Зачекайте 15-20 днів і я схудну», і скинув 10 кг.
- Близькими друзями Юсуфа є актори Екін Мерт Даймаз та Бурак Челік. Вони познайомились ще у модельні часи, працюючи на спільних показах, а з Екіном потім були партнерами у серіалах «Запах полуниці» та «Мрії та життя».
- У 13-ій серії серіалу «Запах полуниці» Юсуф виконує уривок з власної пісні Olsun Bi Kere.
- Актор вболіває за футбольний клуб «Бешикташ».

1. ↑  Yusuf Çim Doğum Gününü Bağışladı! Genç Oyuncu Yeni Projelerle Geliyor...- Magazin Burada | Türkiye'nin En Büyük Magazin Platformu. Архів оригіналу за 1 Ağustos 2023. Процитовано 1 Ağustos 2023. {{cite web}}: Недійсний |dead-url=hayır (довідка)
2. ↑  Forever Young Defilesi [Архівовано 2018-08-07 у Wayback Machine.], «newfashionista», 3 Şubat 2012
3. ↑  Habertürk. Sigara bile içmiyorum. Habertürk (тур.). Процитовано 7 вересня 2024.
4. ↑  Seyhan Müzik (4 березня 2014), Demet Akalın - Aşk, процитовано 7 вересня 2024
5. ↑  Seyhan Müzik (4 березня 2014), Demet Akalın - Sabıka, процитовано 7 вересня 2024
6. ↑  Yusuf Çim ile «Olsun Bi Kere» Raflarda [Архівовано 2013-12-05 у Wayback Machine.], «Radyo Müzik», 19 Kasım 2013
7. ↑  Poll Production (10 вересня 2013), Yusuf Çim - Olsun Bi Kere ( Official Video ), процитовано 7 вересня 2024
8. ↑  Piramit. Show TV (тур.). Процитовано 7 вересня 2024.